# Žárovná

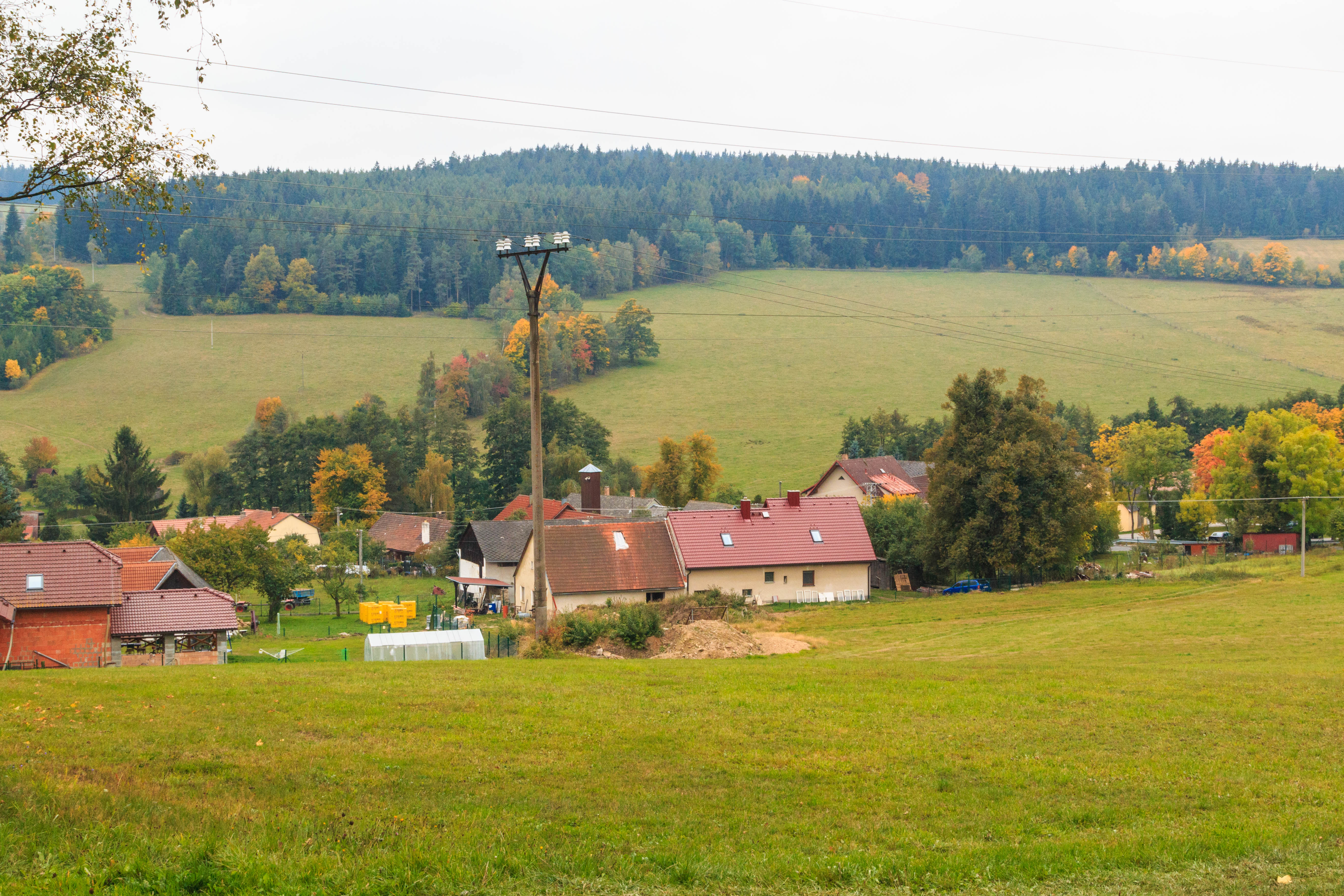
Žárovná – 2017

Žárovná, bis 1924 Žárovna, (deutsch Scharowna, früher Zarowna) ist eine Gemeinde in Tschechien. Sie liegt fünf Kilometer westlich von Prachatice in Südböhmen und gehört zum Okres Prachatice.

## Geographie
Žárovná befindet sich im Vorland des Böhmerwaldes. Das Dorf liegt in einem Tal am Oberlauf des Baches Žárovenský potok (Rebenbach). Nördlich erheben sich der Běleč (Meykow, 923 m) und Na Vrších (893 m), nordöstlich der Kokovec (882 m), im Osten der Němč (697 m) und der Hájek (696 m), südöstlich der Lomec (766 m) und südlich der Háj und die Studená (885 m). Am nördlichen Ortsrand verläuft die Straße II/145 zwischen Husinec und Vimperk.
Nachbarorte sind Radhostice, Libotyně und Mojkov im Norden, Horní Kožlí, Dachov, U Silnických und Pěčnov im Nordosten, Horouty und Dvory im Osten, Lažiště und Milešín im Südosten, Švihov und Vojslavice im Süden, Šumavské Hoštice und Nová Hospoda im Südwesten, Nedvídkov und Kosmo im Westen sowie Lštění und Dvorec im Nordwesten.

## Geschichte
Die erste schriftliche Erwähnung von Zarowne erfolgte 1394. Nach der Schlacht am Weißen Berg wurde das Zawisch Baubinský (Záviš Boubínský) gehörige Gut Lipowitz mit den Dörfern Zarowna und Kosmo konfisziert und später an Johann d. Ä. Castolarsky von Langendorf verkauft. Im Jahr 1630 erwarb Hans Ulrich von Eggenberg das Dorf Zarowna und schlug es seiner Herrschaft Winterberg zu. In der berní rula von 1654 ist in Zarowni bzw. Ziarowniczy lediglich der Bauer Jakub Kůs aufgeführt. Später erwarben die Fürsten Dietrichstein das Dorf und schlossen es an die Herrschaft Wällischbirken an. Ab 1720 wurde der deutsche Name Scharowna verwendet. Im Jahre 1840 bestand Scharowna/Žarowna aus 17 Häusern mit 121 Einwohnern, davon waren drei Häuser nach Winterberg untertänig. Im Dorf bestand eine Mühle. Pfarrort war Laschitz. Bis zur Mitte des 19. Jahrhunderts blieb das Dorf immer der Fideikommissherrschaft Wällischbirken untertänig. Die Bewohner lebten von der Landwirtschaft; außerdem wurden am Žárovenský potok und seinen Zuflüssen Goldseifen betrieben. Im Jahre 1848 gab es in dem Dorf neun Bauernwirtschaften. Der Ortsname Žárovna war seit 1848 gebräuchlich.
Nach der Aufhebung der Patrimonialherrschaften bildete Žárovna/Schwarowna ab 1850 eine Gemeinde in der Bezirkshauptmannschaft Prachatice. Im Jahre 1860 war das Dorf auf 22 Häuser mit 164 Einwohnern angewachsen. Die Freiwillige Feuerwehr bildete sich am 16. November 1905; zugleich wurde eine Feuerspritze angeschafft. Seit 1924 wird Žárovná als amtlicher Ortsname verwendet. Das Spritzenhaus wurde 1932 feierlich eingeweiht. Nachdem Prachatice 1938 infolge des Münchner Abkommens an das Deutsche Reich abgetreten werden musste, verblieb Žárovná bei der Tschechoslowakei und gehörte zwischen 1938 und 1945 zum Bezirk Písek und Gerichtsbezirk Netolice. Nach dem Ende des Zweiten Weltkrieges kam das Dorf wieder zum Okres Prachatice zurück. Nach der Kollektivierung der Landwirtschaft errichteten die Einwohner zwischen 1950 und 1952 einen großen Kuhstall. In den Jahren 1964 bis 1965 erfolgte der Umbau eines Bauernhofes am Dorfplatz zum Kulturhaus, das zum gesellschaftlichen Mittelpunkt für Žárovná und die umliegenden Ortschaften wurde. Zwischen 1966 und 1969 wurde in Žárovná ein Löschwasserteich angelegt; damit war das Dorf das erste in der Gegend, das über einen solchen verfügte. 1976 wurde Žárovná nach Šumavské Hoštice eingemeindet. Die gesellschaftlichen Veränderungen nach der Samtenen Revolution brachten das Aus für das Kulturhaus, das heute dem Verfall preisgeben ist. Ebenso wurde der Kuhstall nach der Reprivatisierung aufgelöst. Nach einem Referendum löste sich das Dorf zum 1. Jänner 1993 wieder von Šumavské Hoštice los und bildete eine eigene Gemeinde. Im selben Jahr wurde der Bau der kommunalen Wasserversorgung abgeschlossen.

## Gemeindegliederung
Für die Gemeinde Žárovná sind keine Ortsteile ausgewiesen.

## Sehenswürdigkeiten
- Kapelle der hll. Vierzehn Nothelfer am Dorfplatz. Sie wurde 1863 zu St. Wenzel von Bischof Jan Valerián Jirsík geweiht. 2003 wurde sie zum Kulturdenkmal erklärt.
- Reste einer kreisförmigen Steinwallanlage an einer Terrasse an der Nordseite des Hügels Háj
- Skalky nordöstlich des Dorfes; in diesen für Mitteleuropa einzigartigen Cordierit-Anthophyllit-Felsformationen befinden sich sternförmige Anthophyllit-Gebilde.